# Ludwig Büchner (Ingenieur)
Ludwig Büchner (* 16. April 1896 in Darmstadt; † 6. Dezember 1986 ebenda) war ein hessischer Industrieller und Ehrensenator der Technischen Hochschule Darmstadt.

## Familie
Ludwig Büchner entstammte der im 16. Jahrhundert in Hessen nachweisbaren Familie Büchner, aus dem zahlreiche namhafte Persönlichkeiten hervorgegangen sind.
Er wurde als Sohn des Politikers Georg Büchner (1862–1944) und dessen Ehefrau Marie Schenck (1873–1944) geboren. Sein Großvater Ludwig Büchner (1824–1899) war Naturwissenschaftler,  ebenso sein Großonkel Georg Büchner (1813–1837). Wilhelm Büchner (1816–1892), dessen Bruder, war Apotheker und Unternehmer und Alexander Büchner (1827–1904)  Literaturprofessor. Seine Großtante Luise Büchner (1821–1877) war Frauenrechtlerin.
Sein Großvater mütterlicherseits Carl Schenck (1835–1910) war Unternehmer und Firmengründer.

## Ausbildung und Beruf
Nach dem Abitur absolvierte er ein Maschinenbaustudium an der Technischen Hochschule Darmstadt, das er als Diplomingenieur abschloss. Nach einer Tätigkeit bei einer Hannoverschen Maschinenfabrik kam er in die Gießerei der Firma Carl Schenck AG, die sein Großvater Carl Schenck 1881 gegründet hatte.
1936 trat er in die Geschäftsleitung der Firma ein und führte das Unternehmen in verantwortlicher Position bis 1972. 13 Jahre lang war er Mitglied des Aufsichtsrats, dessen Ehrenvorsitzender er wurde.
Die Firma hatte sich auf die Produktion von Fördertechnik und Auswuchtmaschinen spezialisiert.
Büchner war auch Geschäftsführer der 1950 gegründeten Hottinger Baldwin Messtechnik GmbH.

## Öffentliche Ämter
- Mitbegründer und Vorsitzender des  „Comité Européen des Constructeurs des Instruments de Pessages“
- Vorstandsmitglied im Verband Deutscher Maschinen- und Anlagenbau (Fachgemeinschaft Waagen)

## Ehrungen und Auszeichnungen
- 15. Januar 1965 Ehrensenator der Technischen Hochschule Darmstadt „für seine Verdienste um die Entwicklung von Präzisionsmaschinen für Aufgaben der Schwingungs- und Messtechnik und in Anerkennung der Förderung von Forschung und Lehre an der THD“[1]